# Talladega Nights: The Ballad of Ricky Bobby
Talladega Nights: The Ballad of Ricky Bobby er en amerikansk komediefilm fra 2006 instrueret af Adam McKay og med Will Ferrell i hovedrollen som racerkøren Ricky Bobby.

## Medvirkende
- Will Ferrell
- John C. Reilly
- Sacha Baron Cohen
- Michael Clarke Duncan
- Amy Adams
- Gary Cole
- Jane Lynch
- Leslie Bibb